# إلمر غري
إلمر غري (بالإنجليزية: Elmer Grey)‏ هو مهندس معماري أمريكي، ولد في 29 أبريل 1872 في شيكاغو في الولايات المتحدة، وتوفي في 14 نوفمبر 1963 في باسادينا في الولايات المتحدة.